# Élections législatives vietnamiennes de 2016
Des élections législatives vietnamiennes de 2016 ont lieu le 22 mai 2016 afin de renouveler l'ensemble des membres de l'Assemblée nationale du Viêt Nam.

## Système électoral et contexte
L'élection se déroule au scrutin majoritaire plurinominal. Le pays est divisé en 182 circonscriptions plurinominales, elles-mêmes subdivisées en « unités électorales » pouvant élire chacune jusqu'à trois députés. « Il doit y avoir plus de candidats que de sièges à pourvoir. Sont déclarés élus les candidats qui obtiennent le plus grand nombre de voix et plus de la moitié de suffrages exprimés dans l'unité. » Si certains sièges ne sont pas pourvus ou que le taux de participation dans une unité est en deçà de 50 %, un second tour est organisé dans cette unité, et la majorité relative suffit alors aux candidats vainqueurs pour être élus.
Traditionnellement, la grande majorité des candidats sont nommés par le Front de la Patrie du Viêt Nam, coalition dominée par le Parti communiste. Néanmoins, tout citoyen âgé d'au moins 21 ans peut se porter candidat de manière indépendante, à condition d'être approuvé par le Front de la Patrie. Ainsi, lors des élections précédentes en 2011, 2 % des candidats sont « auto-nommés » plutôt que nommés par le Front de la Patrie.
En amont des législatives, le congrès du Parti communiste, en janvier 2016, a élu le secrétaire-général du Parti, le dirigeant de facto du pays. À cette occasion, le congrès a nommé également les futurs président de la République, premier ministre, et président de l'Assemblée nationale. Ces trois nominations devront être approuvées par l'Assemblée issue des élections législatives. Le congrès en janvier renouvelle sa confiance en Nguyễn Phú Trọng pour la direction du parti. Le ministre de la Sécurité intérieure, Trần Đại Quang, est nommé pour le poste de président de la République. Le vice-premier ministre Nguyễn Xuân Phúc sera promu Premier ministre.

## Candidats
Cent-soixante-deux personnes tentent de se présenter comme candidats indépendants. Parmi eux, une vingtaine de dissidents, défenseurs des droits de l'homme, dont l'ancien homme d'affaires Nguyễn Quang A et la chanteuse Mai Khôi. Certains sont arrêtés par les autorités après le dépôt de leur demande de candidature. Finalement, seuls onze candidats indépendants sont autorisés à se présenter,,. Au total, 870 candidats sont retenus pour briguer les 500 sièges. Parmi eux, donc, 859 candidats nommés par le Front de la Patrie, ce qui lui garantit par avance une très large majorité des sièges à l'Assemblée.

## Résultats
|                                      |                                      |                             |            |       |        |     |  |  |  |
| Parti                                | Parti                                | Parti                       | Vote       | %     | Sièges | +/– |  |  |  |
|                                      |                                      | Parti communiste vietnamien |            |       | 475    | 21  |  |  |  |
|                                      | Membres affiliés                     |                             |            | 19    | 23     |     |  |  |  |
| Total Front de la Patrie du Viêt Nam | Total Front de la Patrie du Viêt Nam |                             |            | 494   | 4      |     |  |  |  |
|                                      | Indépendants                         | Indépendants                |            |       | 2      | 2   |  |  |  |
|                                      |                                      |                             |            |       |        |     |  |  |  |
| Votes valides                        |                                      |                             |            |       |        |     |  |  |  |
| Votes blancs et nuls                 |                                      |                             |            |       |        |     |  |  |  |
| Total                                | Total                                | Total                       | 67 049 091 | 100   | 496    | 4   |  |  |  |
| Abstentions                          | Abstentions                          | Abstentions                 | 436 391    | 0,65  |        |     |  |  |  |
| Inscrits / participation             | Inscrits / participation             | Inscrits / participation    | 67 485 482 | 99,35 |        |     |  |  |  |

## Analyse
Le taux de participation annoncé est de 98,7 %. Dans plusieurs circonscriptions, les électeurs n'accordent pas leur approbation à suffisamment de candidats pour pouvoir tous les sièges. Ainsi, à Cần Thơ, deux sièges ne sont pas pourvus, trop peu de candidats ayant recueilli une majorité absolue de suffrages favorables. Il y a également un siège resté vacant dans les provinces de Sóc Trăng et de Đồng Nai, entre autres.
Les candidats membres du Parti communiste ou affiliés au parti remportent presque tous les sièges ; seuls deux candidats indépendants sont élus, soit deux de moins qu'auparavant. Il y a cent-trente-trois femmes parmi les élus, soit onze de plus que durant la législature précédente,.